# Hit and Run Lover
«Hit and Run Lover» —en español: «Amante de golpe y carrera»— es la primera canción de Fragile, el séptimo álbum de estudio de la banda de música dance Dead or Alive. Al igual que el álbum de 1990 Fan the Flame (Part 1), se publicó solo en Japón, donde la banda era muy popular. La canción fue un éxito para el grupo, alcanzando la segunda posición en las listas japonesas.
Se incluyó un remix de la canción en Unbreakableː The Fragile Remixes (2001). La nueva versión fue interpretada en directo en el BigSite de Tokio durante un concierto rave de Avex en 2001, con dos miembros nuevos, Cliff Slapher y Mickey Dee, y sin Jason Alburey.

## Rendimiento en las listas
| Lista (2000)           | Mejor posición |
| ---------------------- | -------------- |
| Japanese Singles Chart | 2              |

- Datos: Q3785938